# Sigrid Sundbyová
Sigrid Milfrid Sundbyová (13. července 1942 Rakkestad – 24. července 1977 Oslo), provdaná Dybedahlová, byla norská rychlobruslařka.
Na světovém šampionátu se poprvé představila v roce 1964, kdy se umístila na 20. příčce. Zúčastnila se Zimních olympijských her 1968 (500 m – 6. místo, 1000 m – 6. místo, 1500 m – 4. místo, 3000 m – 9. místo). Největších úspěchů dosáhla v sezóně 1969/1970, kdy byla pátá na premiérovém Mistrovství Evropy, čtvrtá na premiérovém Mistrovství světa ve sprintu a na vícebojařském světovém šampionátu získala bronz. Startovala také na ZOH 1972 (500 m – 11. místo, 1000 m – 9. místo, 1500 m – 8. místo, 3000 m – 10. místo) a 1976 (500 m – 16. místo, 1000 m – 18. místo, 1500 m – 11. místo). Po sezóně 1975/1976 ukončila sportovní kariéru.